# 流星錘

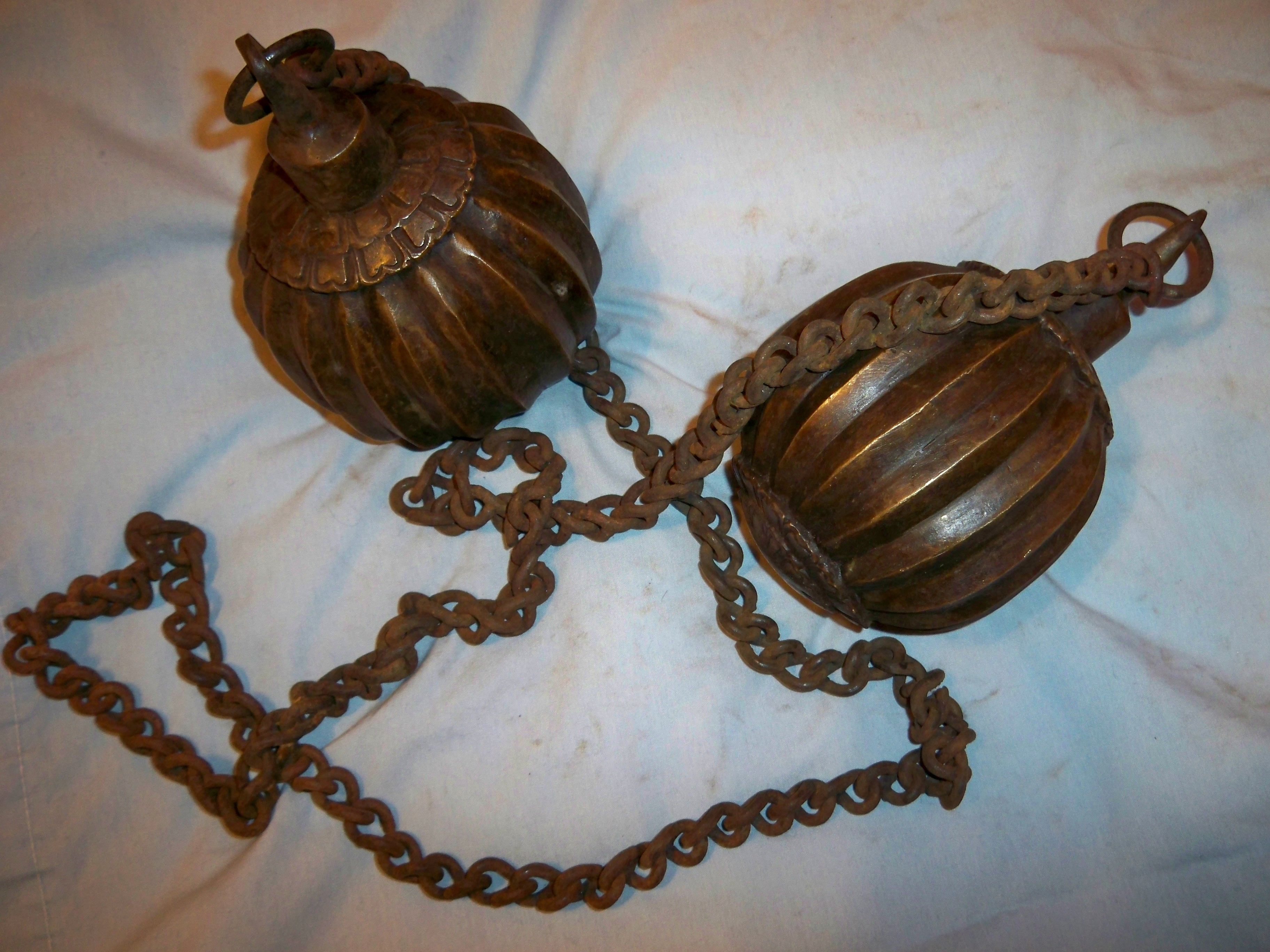
流星錘

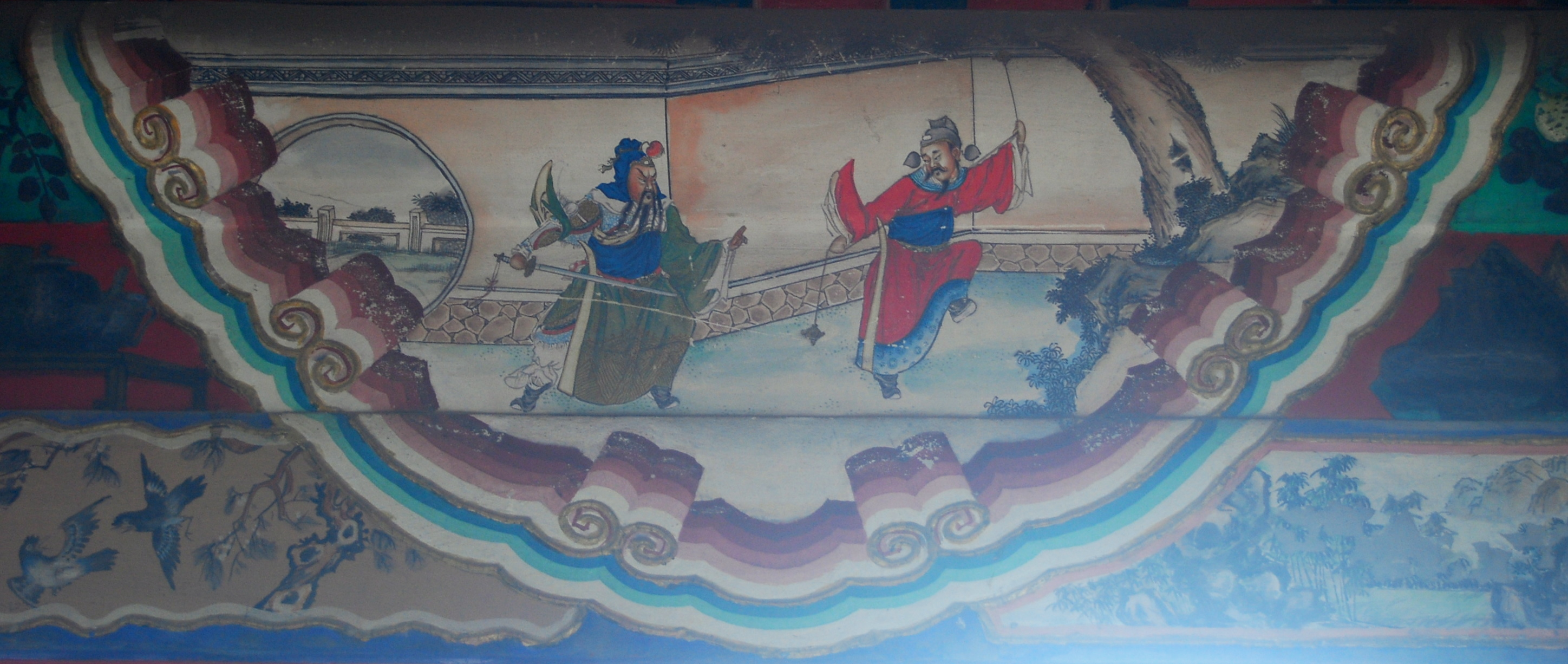
三国志演義の関羽と流星鎚を構える卞喜（頤和園）

中国で使用された捕り物具。雙飛撾

流星錘（りゅうせいすい）は中国の武器の一つ。流星鎚（）とも呼ばれる。

## 流星錘の種類
3メートルから10メートル程度の縄や鎖の先端に金属製の錘（スイ、「おもり」のこと）を付け、その錘を当てて攻撃する。錘の形は様々であり、重量も使用者の好みによって異なるが、軽すぎるものは威力が劣るため、一定の重量が必要である。流星錘には錘が1つしかない単流星と縄の両端に錘を付けた双流星が存在し、単流星は縄の端を、双流星は縄の中間を持ち、相手に投げるか振り回すなどして相手に攻撃を加える。武器の性質上、隠しやすく回収性も高い。
遠心力で加速した錘による打撃力は非常に高く、急所に当たれば確実に昏倒するか死亡するだけの威力がある。練習用にアルミニウム製の錘を使用した物であってもコンクリートのブロックを粉砕し、練習中に頭にぶつけて昏倒した例もある。
流星錘の派生武器として、錘の代わりに短剣状の鏢（ひょう）が付いた縄鏢（じょうひょう）も存在した。
宋代に西域より伝わった多節棍などの武器の鎖部分が縄に変わっていったものと考えられる。明代には武術だけでなく、軍の装備として広まっていたことも判明している。

## 類似の武器
中国では前述の縄鏢の他、二球流星索や三球流星索などと呼ばれる類似の武器も派生した。中国の唐代の武将である李光弼の祖父李海弼は搨索をよく用い、敵の将軍を何人も捕まえたとされる。明代になると飛撾（縄付きのこん棒）、飛鉤（かぎづめが付いたもの）、飛錘（錘が付いたもの）といった道具が使われるようになった。

## ジャグリングにおけるメテオ
メテオとは、ジャグリングの道具の1つ。縄の両端にボールがついている。流星とも呼ばれる。
ルーツは古代中国の武器だといわれる。スイングジャグリングに使う。 ボールのかわりに大きな器に水を入れたものは水流星と、両端に火をつけたものを火流星（ファイアーメテオ）という。ポイとの共通点が多い。